# (1645) Waterfield
(1645) Waterfield ist ein Asteroid des Hauptgürtels, der am 24. Juli 1933 von dem deutschen Astronomen Karl Wilhelm Reinmuth an der Landessternwarte Heidelberg-Königstuhl der Universität Heidelberg entdeckt wurde.
Der Asteroid ist den beiden britischen Astronomen Reginald Lawson Waterfield und William Francis Herschel Waterfield gewidmet.